# (32893) van der Waals
Pour les articles homonymes, voir Van der Waals.
(32893) van der Waals est un astéroïde de la ceinture principale.

## Description
(32893) van der Waals est un astéroïde de la ceinture principale. Il fut découvert le 9 mars 1994 à Caussols par Eric Walter Elst. Il présente une orbite caractérisée par un demi-grand axe de 2,77 UA, une excentricité de 0,11 et une inclinaison de 17,8° par rapport à l'écliptique.

## Compléments